# Prix Marcel-Laurent
Le prix Marcel-Laurent est une course hippique de trot attelé se déroulant au mois de novembre sur l'hippodrome de Vincennes.
C'est une course européenne de Groupe II réservée aux chevaux de 4 et 5 ans, hongres exclus, ayant gagné au moins 45 000 €.
Elle a connu plusieurs formules et plusieurs distances, et se dispute actuellement sur la distance de 2 100 mètres (grande piste), départ à l'autostart. L'allocation s'élève à 120 000 €, dont 54 000 € pour le vainqueur.

## Palmarès depuis 1974
| Année | Vainqueur               | Pays     | Père              | Driver                               | Réd.km |
| ----- | ----------------------- | -------- | ----------------- | ------------------------------------ | ------ |
| 2024  | Jushua Tree             | France   | Bold Eagle        | Jean-Michel Bazire                   | 1'10"9 |
| 2023  | Idao de Tillard         | France   | Sévérino          | Clément Duvaldestin                  | 1'11"  |
| 2022  | Idao de Tillard         | France   | Sévérino          | Théo Duvaldestin                     | 1'10"7 |
| 2021  | Ampia Mede SM           | Italie   | Ganymède          | Franck Nivard                        | 1'10"5 |
| 2020  | Face Time Bourbon       | France   | Ready Cash        | Björn Goop                           | 1'09"8 |
| 2019  | Vivid Wise As           | Italie   | Yankee Glide      | Björn Goop                           | 1'10"7 |
| 2018  | Délia du Pommereux      | France   | Niky              | Damien Bonne                         | 1'10"9 |
| 2017  | Carat Williams          | France   | Prodigious        | David Thomain                        | 1'11"3 |
| 2016  | Traders                 | France   | Ready Cash        | David Thomain                        | 1'10"1 |
| 2015  | Ave Avis                | France   | Kesaco Phedo      | Jean-Michel Bazire                   | 1'11"8 |
| 2014  | Aladin d'Écajeul        | France   | Quaker Jet        | Éric Raffin                          | 1'13"1 |
| 2013  | Victoire                | France   | Kitko             | Mathieu Mottier                      | 1'12"  |
| 2012  | Partout Simoni          | Danemark | Jag de Bellouet   | Dominik Locqueneux                   | 1'10"8 |
| 2011  | Main Wise As            | Pays-Bas | Yankee Glide      | Pierre Vercruysse                    | 1'12"2 |
| 2010  | Ready Cash              | France   | Indy de Vive      | Franck Nivard                        | 1'12"3 |
| 2009  | Ready Cash              | France   | Indy de Vive      | Franck Nivard                        | 1'12"  |
| 2008  | Première Steed          | France   | Workaholic        | Christophe Martens                   | 1'11"8 |
| 2007  | Offshore Dream          | France   | Rêve d'Udon       | Pierre Levesque                      | 1'12"  |
| 2006  | Nippy Girl              | France   | Ginger Somolli    | Sébastien Baude                      | 1'11"6 |
| 2005  | Dumle Loss              | Suède    | Deliberate Speed  | Erik Adielsson                       | 1'13"  |
| 2004  | Love You                | France   | Coktail Jet       | Jean-Pierre Dubois                   | 1'13"2 |
| 2003  | Simb Moonrunner         | Suède    | Turbo Thrust      | Ulf Nordin                           | 1'12"8 |
| 2002  | Gigant Neo              | Suède    | Super Arnie       | Stefan Melander                      | 1'13"4 |
| 2001  | Eller                   | Suède    | Flying Irishman   | Pierre Vercruysse                    | 1'13"3 |
| 2000  | Ivulcania               | France   | Volcan            | Philippe Ferré                       | 1'13"3 |
| 1999  | Général du Pommeau      | France   | Sébrazac          | Jules Lepennetier                    | 1'12"7 |
| 1998  | Mr Quickstep            | Suède    | Mr Drew           | Ulf Nordin                           | 1'15"1 |
| 1997  | Elvis de Rossignol      | France   | Sancho Pança      | Joël Hallais                         | 1'14"6 |
| 1996  | Écho                    | France   | Qlorest du Vivier | Jean-Étienne Dubois                  | 1'14"8 |
| 1995  | Lovely Godiva           | Suède    | Idéal du Gazeau   | Per-Olof Pettersson                  | 1'15"5 |
| 1994  | Cèdre du Vivier         | France   | Hêtre Vert        | Jean-Pierre Thomain                  | 1'14"5 |
| 1993  | Iata Käll               | Suède    | Ata Star L        | Torbjörn Jansson                     | 1'16"  |
| 1992  | Vourasie                | France   | Fakir du Vivier   | Bernard Oger                         | 1'15"2 |
| 1991  | Verdict Gédé            | France   | Kagino            | Jean-Claude Hallais                  | 1'16"  |
| 1990  | Ténor de Baune          | France   | Le Loir           | Jean-Baptiste Bossuet                | 1'15"2 |
| 1989  | Tabac Blond             | France   | Kidy              | Bernard Bédeloup                     | 1'17"7 |
| 1988  | Sancho Pança            | France   | Chambon P         | Joël Hallais                         | 1'16"5 |
| 1987  | Quiton du Coral         | France   | Chambon P         | Joël Hallais                         | 1'18"  |
| 1986  | Prince Royal            | France   | Fakir du Vivier   | Philippe Verva                       | 1'15"7 |
| 1985  | Perrin Dandin           | France   | Grape Fruit       | Bernard Oger                         | 1'16"1 |
| 1984  | Nevers                  | France   | Chambon P         | Jan Kruithof                         | 1'19"  |
| 1983  | Minou du Donjon         | France   | Quioco            | Michel Roussel                       | 1'17"  |
| 1982  | Lurabo                  | France   | Ura               | Michel-Marcel Gougeon                | 1'17"5 |
| 1981  | Kisin                   | France   | Vallenay          | Léopold Verroken                     | 1'17"4 |
| 1980  | Jorky                   | France   | Kerjacques        | Léopold Verroken                     | 1'17"6 |
| 1979  | Idéal du Gazeau         | France   | Alexis III        | Eugène Lefèvre                       | 1'16"9 |
| 1978  | Hague High Echelon (dh) | France   | Kerjacques Patara | Jean-René Gougeon Jean-Pierre Dubois | 1'18"7 |
| 1977  | Grandpré                | France   | Quouick JL        | Pierre-Désiré Allaire                | 1'18"2 |
| 1976  | Hadol du Vivier         | France   | Mitsouko          | Jean-René Gougeon                    |        |
| 1975  | Éléazar                 | France   | Kerjacques        | Léopold Verroken                     | 1'20"  |
| 1974  | Dimitria                | France   | Mario             | Léopold Verroken                     |        |